# 国際標準音楽作品コード
国際標準音楽作品コード（こくさいひょうじゅんおんがくさくひんコード 、英語: International Standard Musical Work Code、ISWC)とはISBNのような単一識別子で音楽作品に適用される。国際標準であるISO 15707として採用されており、国際標準の責任を負っているISO小委員会はTC 46/SC 9である。

## 形式
以下の3つのコードで構成されている:
1. 接頭辞要素 (1文字)
2. 作品識別子 (9桁の数字)
3. チェックディジット (1桁の数字)

現在、定義されている接頭辞は「T」のみで音楽作品を示している。しかし、作品の種類を追加するために識別子の範囲やシステムを拡張するために将来接頭辞が追加される可能性はある。
チェックディジットはLuhnアルゴリズムを使って算出している。
ISWCの識別子は一般に「T-123.456.789-Z」の形式である。グループ化は読み出しのみを容易化するためであり、番号に作品の国、作者、出版社といった情報を含まない。それどころかそれらは単に順番で発行される。これらの区切り記号は必要というわけではないが他の区切り記号は使用できない。
初めてISWCが割り当てられたのが1995年のことでABBAのダンシング・クイーンにT-000.000.001-0が割り当てられた。

## 使用
ISWCに登録するためには最低限以下の情報が必要である。
- タイトル
- 作曲、編曲、作詞者全員の名前を役割（役割コードで識別）とその人達のCAE（英語版）/IPI番号
- 作品分類コード (CIS)
- 派生作品といった他の作品の証明

補足:ISWCは録音ではなく作品を識別する。ISRCがレコーディングを識別するのに使うことができる。また、個々の出版物（例として、物理的なメディアに掲載されたレコーディングの号、楽譜、放送された時の特定の周波数/変調/時間/場所）を識別するわけでもない。
主な目的は、著作権管理団体による管理や法的契約において作品を明確に識別することである。また、図書館でのカタロギングにも役立つ。
音楽作品には複数の作者が関わっている事実は避けられないがこれにより、まれにだが重複するISWCが存在する可能性もあればすぐ検出できない可能性ある。管理団体間による既存のビジネス慣例により、ISWCを単に時代遅れと言うことはできない。この場合では、ISWCのデータベースや関連製品において、各登録記録のリンク行為による重複登録のやり取りをしてしまうシステムでもすぐ識別できる。